# سارة رافائيل
سارة رافائيل (بالإنجليزية: Sarah Raphael)‏ هي رسامة بريطانية، ولدت في 10 أغسطس 1960، وتوفيت في 10 يناير 2001.